# Macrón (pintor)

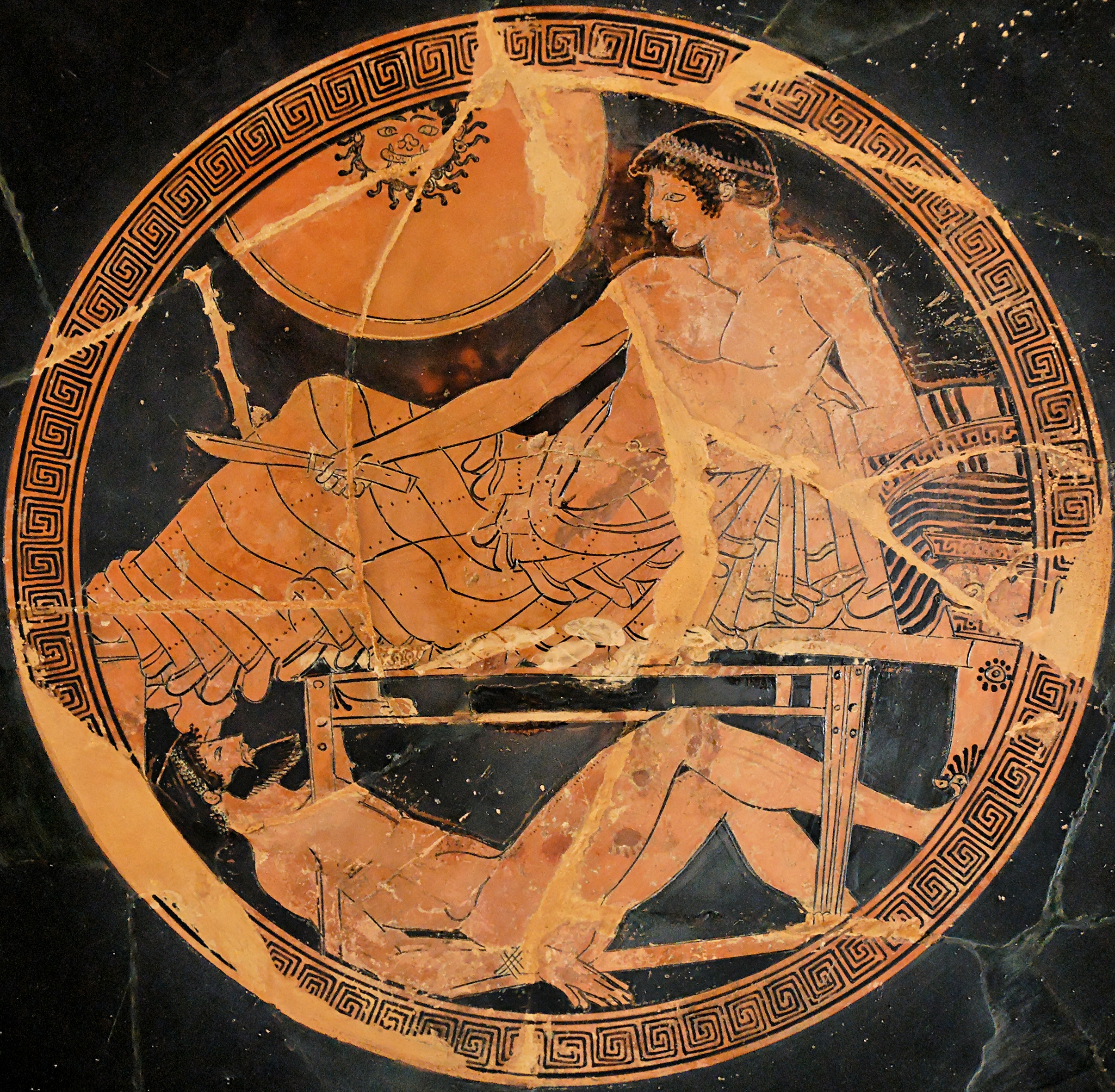
Aquiles con el cuerpo de Héctor, tondo de un kílix conservado en el Museo del Louvre, nº inv. G153.

Macrón (en griego antiguo: Μάρκων',Makron) fue un ceramógrafo ateniense activo entre el 500 y el 475 a. C.
Junto con Dúrides, Onésimo y el Pintor de Brigos es uno de los pintores de vasos más importantes de la época. Parece haber trabajado exclusivamente para el alfarero Hierón, autor de la única obra —el esquifo del Museo de Bellas Artes de Boston, 13186, con la historia de Helena— con la firma de Macrón como ceramógrafo.
La relación estilística con el Pintor de Brygos es evidente en algunas de sus mejores producciones, como la copa del Museo del Louvre G153, con el banquete de Aquiles después de la muerte de Héctor; y en general los dos ceramógrafos comparten el gusto por las escenas dionisíacas y por unos pocos y seleccionados temas mitológicos. El esquifo de Boston muestra la propensión de Macrón por las escenas de multitudes con muchas figuras superpuestas, donde el elemento más personal se indica en el amplio ropaje derivado de la escultura contemporánea, no es suficiente para romper la estructura corpórea de las figuras.
Entre la abundante producción de Macrón, destacan, además de las obras mencionadas, el esquifo del Museo Británico E140  y la copa de Berlín F2291.